# Ludojad
Ludojad – kolokwialny termin używany do opisu zwierząt, polujących na ludzi i odżywiających się ich mięsem. Nie jest stosowny w przypadku padlinożerców, mogących żerować na ludzkich zwłokach.
Zbliżone określenie ludożerca stosuje się w odniesieniu do człowieka zajmującego się kanibalizmem.

## Kotowate

### Tygrysy
Statystyki wskazują, że tygrysy zabiły więcej ludzi niż jakikolwiek inny przedstawiciel kotowatych, a ich ataki na ludzi spowodowały większą liczbę ofiar śmiertelnych niż jakiegokolwiek innego ssaka. Na początku XX wieku około tysiąca ludzi rocznie było zabijanych przez tygrysy, w tym 438 przez jedną samicę, znaną jako tygrysica z Czampawat. W mangrowych lasach Sundarbanów w latach 1969-1971 tygrysy zabiły 129 ludzi. W przeciwieństwie do lwów czy lampartów, tygrysy rzadko zabijają ludzi w celach konsumpcyjnych. Większość ich ofiar zginęła, gdyż przypadkowo znalazła się na terytorium danego osobnika. Ponadto ataki zazwyczaj mają miejsce za dnia, nie w nocy, jak u innych kotowatych. Szacuje się, że Sundarbany są domem ok. 600 tygrysów bengalskich, które do niedawna „zabijały regularnie pięćdziesiąt do sześćdziesięciu ludzi rocznie”. W 2008, kiedy wiele tygrysów bengalskich, które w rezultacie cyklonu Sidr zostało zmuszonych do opuszczenia swych terytoriów, odnotowano zwiększoną liczbę napaści na ludzi.

### Lwy

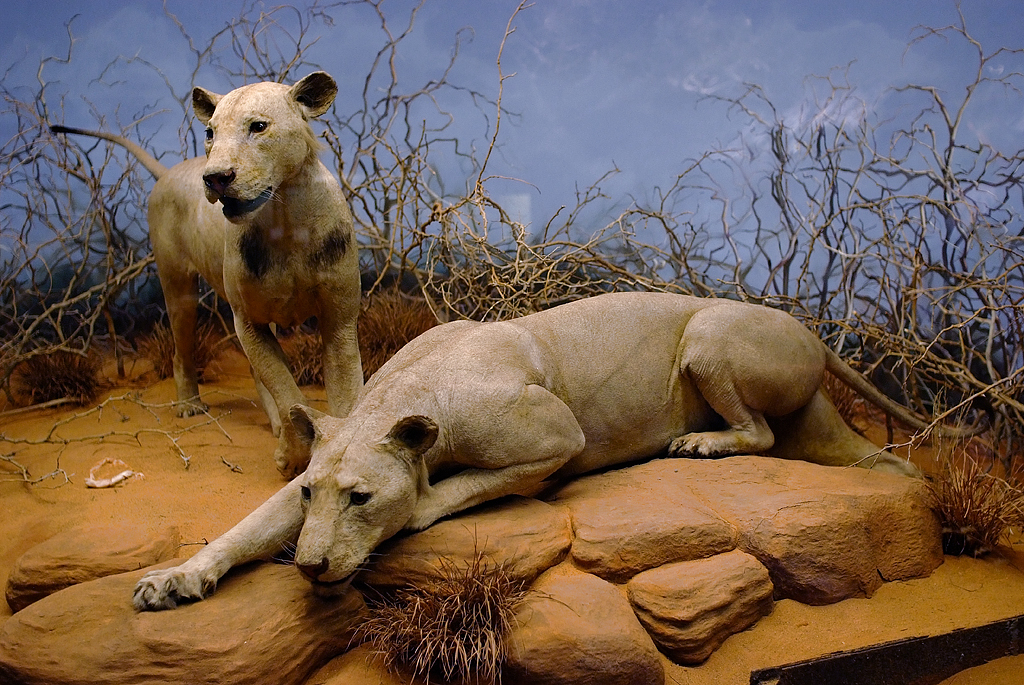
Ludożercy z Tsavo. Para lwów odpowiedzialna za śmierć ok. 35 osób (dawniejsze szacunki mówiły o ponad setce ofiar)

Odnotowuje się często przypadki lwów podchodzących do ludzkich osiedli (zarówno dniem, jak i nocą), w celu zdobycia ludzkiej ofiary. Lwy zazwyczaj zostają ludożercami z powodu głodu, starości lub choroby, choć część osobników polujących na ludzi okazuje się być w dobrym stanie zdrowia. Co najmniej 563 ludzi zostało zaatakowanych, a spora część z nich pożarta w okresie 1990-2005 w wiejskich regionach Tanzanii. W 1898 w regionie Tsavo około 35 ludzi zostało zabitych przez parę lwów, znanych jako lwy z Tsavo. Sugeruje się, że spora część napaści lwów na ludzi wynika z ludzkiej ekspansji na terytoria sawanny, niebezpiecznie zbliżającej ich do naturalnych siedlisk lwów. Szacuje się, że rocznie 550-700 ludzi staje się ofiarą napaści lwów.

### Lamparty
Lamparty polujące na ludzi stanowią niewielki odsetek populacji, co nie zmienia faktu, że w wielu regionach są one poważnym zagrożeniem. Znany jest przypadek pojedynczego lamparta, który w Indiach zabił ponad 200 ludzi. Jim Corbett zasugerował, że w przeciwieństwie do tygrysów, które zostają ludożercami głównie w wyniku niedołężności, wykluczającej możliwość polowania na inne ofiary, lamparty w Indiach przyzwyczaiły się do spożywania ludzkiego mięsa z powodu przyzwyczajenia żerowania na ludzkich zwłokach. Co prawda w Indiach najpopularniejszą formą pochówku jest kremacja, jednak w wyniku epidemii czy klęsk żywiołowych, zwłoki są często pozostawione niedopalone na stosie bądź ghatach. W Azji napaści lampartów na ludzi mają miejsce zazwyczaj w nocy, niektóre z drapieżników nauczyły się wchodzić do ludzkich domów, wyłamując drzwi chat bądź kryte strzechą dachy. W Afryce są one stosunkowo rzadsze i w większości przypadków dochodzi do nich za dnia.

### Jaguar
Co prawda odnotowano ataki jaguarów na ludzi, są one jednak stosunkowo rzadkie i nie odnotowano jak dotąd przypadku polowania na ludzi.

### Puma
W wyniku ekspansji człowieka na tereny niegdyś zajmowane przez lasy, coraz częściej dochodzi do nakładania się na siebie terenów występowania człowieka i pumy. Ataki na ludzi są jednak rzadkie, gdyż pumy generalnie nie postrzegają człowieka w kategoriach potencjalnej ofiary. Napaści na bydło, zwierzęta domowe lub ludzi spowodowane są niemal wyłącznie wygłodzeniem bądź przyzwyczajeniem do obecności człowieka. Najczęściej dochodzi do nim późną wiosną lub latem, gdy młode pumy opuszczają matki i wyruszają w poszukiwaniu własnego terytorium łowieckiego.

## Naczelne
Główny składnik diety szympansa stanowią rośliny, jednak od czasu do czasu uzupełnione są one pokarmem pochodzenia zwierzęcego (padlina bądź upolowane małe zwierzęta). W maju 2002 odnotowano przypadek zabicia w celach konsumpcyjnych ludzkiego dziecka przez szympansa.

## Psowate

### Wilki

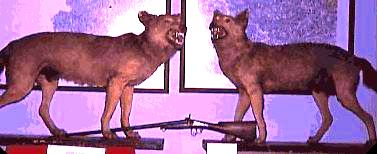
Dwa z wilków z Perigord, które w lutym 1766 zabiły 18 osób i zraniły wiele innych

W porównaniu do innych mięsożernych ssaków polujących na ludzi, wilki robią to raczej rzadko. Większość ofiar stanowią dzieci. Główną przyczyną jest habituacja, wynikła z życia w pobliżu ludzkich osiedli, powodująca zanik lęku przed człowiekiem, rzadziej działaniem człowieka (np. podchodzeniem do wilków celem ich nakarmienia). Statystyki potwierdzają, że wilki żyjące w obszarach objętych ochroną są o wiele śmielsze w stosunku do człowieka niż zamieszkujące obszary, gdzie ludzie regularnie polują.

### Dingo
Ataki dingo na człowieka należą do rzadkości. Udokumentowane są jedynie trzy przypadki, wszystkie dotyczyły dzieci. Najsłynniejszy z nich miał miejsce 17 sierpnia 1980 w Uluru, gdy to – jak twierdzą rodzice ofiary – dingo wyciągnął z namiotu i porwał niewiele ponad dwumiesięczną Azarię Chamberlain.

### Psy domowe
Niemal wszystkie udokumentowane śmiertelne ataki psów na ludzi nie wynikają z głodu, lecz innych czynników. Choć teoretycznie grupa psów lub nawet pojedynczy pies większych ras jest zdolny zabić człowieka, nawet skrajnie wygłodzone bezdomne psy poprzestają na zdobywaniu pożywienia przez żebranie, bądź padlinożerstwo.
Odnotowane są jednak przypadki spożywania ludzkiego mięsa przez psy. W niemieckich obozach koncentracyjnych zdarzało się, że strażnicy (np. Irma Grese) szczuli psy na więźniów, co kończyło się ich śmiercią i częściowym pożarciem.

### Kojoty
Niemal wszystkie ataki kojotów na ludzi kończyły się niepowodzeniem. Znane są jedynie dwa przypadki zabicia człowieka przez kojota i jeden, w którym ofiara została częściowo zjedzona. Jedną z ofiar była kanadyjska piosenkarka Taylor Mitchell.

## Płetwonogie
Mors arktyczny jest w stanie zabić człowieka w samoobronie lub myląc go z foką.

## Niedźwiedziowate
Niedźwiedź polarny niemal zupełnie nieprzyzwyczajony do obecności człowieka, nie wykazuje zazwyczaj lęku przed nim. Znane są przypadki aktywnego polowania na ludzi przez niedźwiedzie polarne, choć są one bardzo rzadkie. Polowania na człowieka innych niedźwiedziowatych również są sporadyczne i zazwyczaj podejmowane w okresach niedoboru pokarmu bądź przez osobniki stare, względnie schorowane, niezdolne do upolowania innej zdobyczy. W lipcu 2008 dwóch geologów pracujących na Kamczatce zostało zabitych i częściowo pożartych przez grupę niedźwiedzi. Większość jednak śmiertelnych ataków niedźwiedzi na ludzi spowodowana jest innymi czynnikami niż chęć zdobycia pokarmu (np. obroną terytorium bądź młodych).

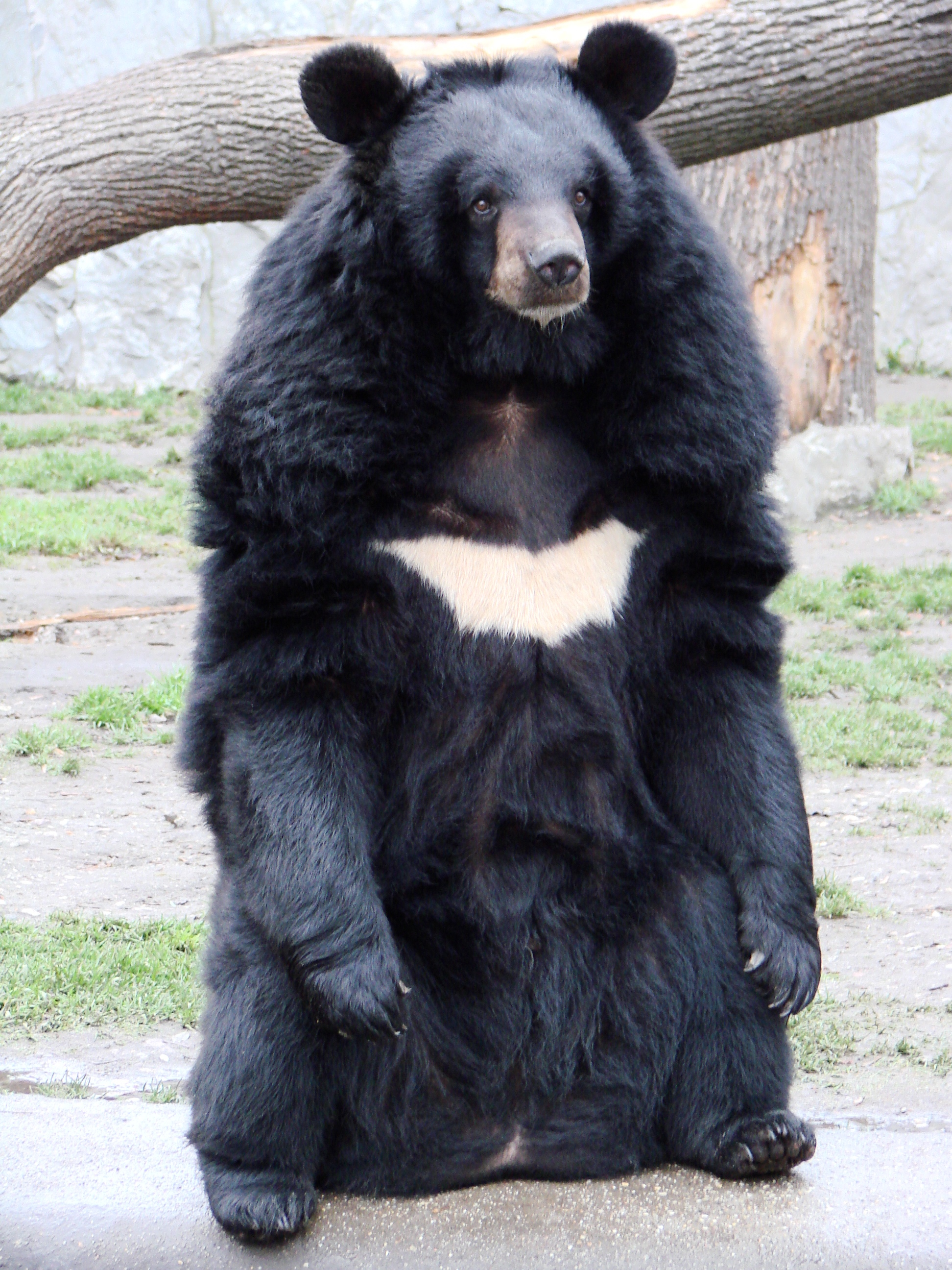
Niedźwiedź himalajski

Niedźwiedź himalajski jest znacznie agresywniejszy w stosunku do ludzi niż brunatne niedźwiedzie Eurazji, które z reguły unikają człowieka, lecz nie wahają się zaatakować, gdy czują się zagrożone bądź zaskoczone. W niektórych regionach Indii i Birmy ludność bardziej obawia się z racji nieprzewidywalnego charakteru wargaczy leniwych niż tygrysów.

## Hienowate
Spośród czterech żyjących współcześnie gatunków hienowatych, jedynie hienie cętkowanej i hienie pręgowanej zdarza się polować na człowieka. Przypadki te należą jednak do rzadkości i zazwyczaj spowodowane są niedostępnością innej zwierzyny łownej bądź padliny. Większość ofiar stanowią dzieci i kobiety. Znacznie bardziej niebezpieczna dla człowieka z racji agresji i rozmiarów jest hiena cętkowana. W 1962 w Mlanje (Malawi) 27 osób zostało zabitych przez parę zwierząt tego gatunku. Najczęściej do ataków hien na ludzi dochodzi we wrześniu, gdy z racji upałów ludność Afryki śpi pod gołym niebem, a pożary sawann uniemożliwiają polowanie na dziką zwierzynę. W 1903 Hector Duff pisał, że na obszarze dystryktu Mzimba (dzisiejszy środkowy Mozambik) hieny cętkowane w nocy podchodzą pod drzwi ludzkich domów i czekają do świtu, by atakować wychodzących.

## Świnie
W przeszłości miały miejsce pojedyncze przypadki, gdy chodzące samopas świnie domowe zabijały i częściowo zjadały pozostawione bez opieki małe dzieci.

## Gady

### Krokodyle
Spośród 23 współcześnie żyjących gatunków krokodyli, tylko 6 jest uważanych za mogące stanowić zagrożenia dla dorosłego człowieka. Krokodyl nilowy odpowiada za większą liczbę ataków na ludzi spowodowanych chęcią zdobywania pożywienia, w tym także śmiertelnych niż jakiekolwiek inne zwierzę. Średnią roczną liczbę ataków krokodyli nilowych na ludzi szacuje się na 275 do 745, z czego 63% jest śmiertelna. Tak duża liczba napaści wynika prawdopodobnie z wielu czynników: szerokiego zasięgu geograficznego występowania, bliskości do ludzkich osiedli, sporej płodności. Pojedynczemu samcowi krokodyla nilowego nazwanemu pieszczotliwie Gustawem, żyjącemu w rzece Ruzizi i jeziorze Tanganika na obszarze Burundi, przypisuje się ok. 300 ofiar, choć prawdopodobnie jest to liczba mocno zawyżona.

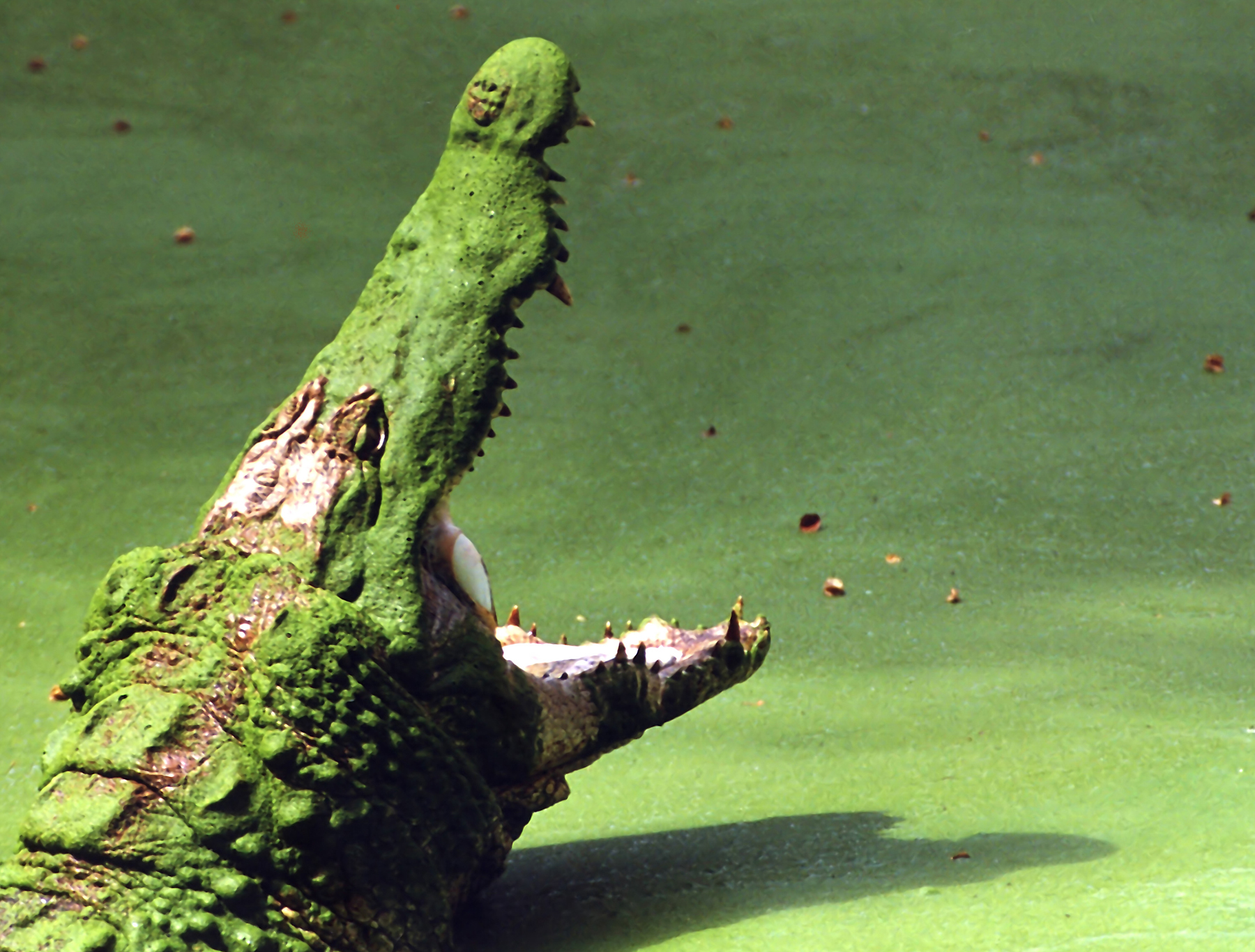
Krokodyl nilowy

Liczba udokumentowanych śmiertelnych ataków krokodyla różańcowego w Australii w okresie 1971-2013 wynosi 106. Szacuje się, że rocznie poza Australią ma miejsce 20-30 napaści krokodyli różańcowych na ludzi. Odsetek ataków śmiertelnych waha się od 25% (Australia) do 50% (Malezja).

### Aligatory
W przeciwieństwie do krokodyli, z których niektóre jak np. nilowy czy różańcowy mogą wręcz regularnie polować na ludzi, aligatory amerykańskie są raczej nieśmiałe i z reguły unikają kontaktu z człowiekiem. W okresie 1948–2007 na Florydzie odnotowano 275 ataków aligatorów amerykańskich na ludzi, z czego co najmniej 17 śmiertelnych.
Aligator chiński teoretycznie byłby zdolny zabić małe dziecko, aczkolwiek nie odnotowano jak do tej pory żadnego takiego przypadku.

### Węże
Mimo wielu opowieści na temat węży-ludożerców, udokumentowane przypadki upolowania i pożarcia przez węża człowieka są stosunkowo rzadkie. Tak więc np. pyton siatkowy czy pyton birmański są wystarczająco silne, by zabić dorosłego mężczyznę, jednak nawet największe osobniki nie byłyby w stanie otworzyć paszczy wystarczająco szeroko, by móc go połknąć. Zdarza się jednak, że węże dusiciele duszą i zabijają ofiary, zbyt duże by je pożreć.
Kilka gatunków dusicieli, wliczając w to anakondę zieloną, pytona siatkowego, pytona skalnego, pytona birmańskiego jest w stanie połknąć ludzkie dziecko lub drobną kobietę (przez wzgląd na mały rozstaw barków).
Na Filipinach odnotowano kilkadziesiąt prób ataków pytona siatkowego na ludzi.

### Jaszczurki
Jedyną współczesną jaszczurką zdolną zabić i pożreć człowieka jest waran z Komodo. Z reguły jednak unika on spotkania z człowiekiem, dlatego też istnieje jedynie kilka udokumentowanych niesprowokowanych ataków waranów. Obserwowano jednak przypadki spożywania przez warany ludzkich zwłok.

## Ryby

### Rekiny
Spośród ponad 480 gatunków rekinów, jedynie kilka (w tym żarłacz biały, rekin tygrysi, rekin młot i żarłacz tępogłowy) stanowi zagrożenie dla człowieka. Od 1580 do 2014 na całym świecie udokumentowano 2899 niesprowokowanych ataków rekinów na ludzi, w tym 548 śmiertelnych. Rocznie dochodzi do ok. 75 ataków.

### Piranie
Z racji niewielkich rozmiarów pojedyncza pirania nie jest zdolna zabić człowieka, choć może dotkliwie ugryźć. Fakt, że stadom piranii udaje się zabić i ogołocić do kości zwierzę rozmiarów kapibary, świadczy, że stanowią one realne zagrożenia dla ludzkiego życia.
W 2011 pijany 18-latek został zaatakowany i zabity przez stado piranii w Rosario del Yata na obszarze Boliwii. Rok później 5-letnia dziewczynka została zabita i częściowo zjedzona przez grupę piranii Natterera. Przy niektórych rzekach Brazylii istnieją ostrzeżenia o zagrożeniu ze strony piranii.

### Sumy

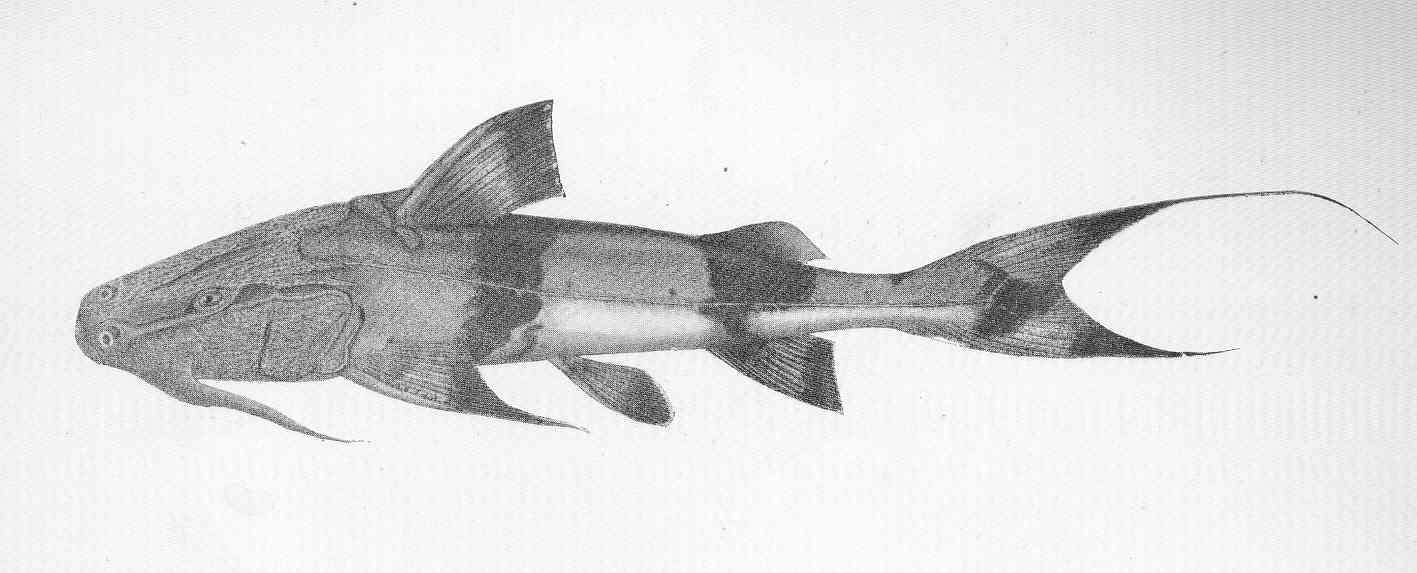
Sum Bagarias yarelli.

W 1998 w rzece Kali doszło do dwóch tajemniczych wypadków. Dwaj nastolatkowie kąpiący się w rzece Kali (Indie) zostali wciągnięci na oczach swoich bliskich pod wodę, a ich zwłok mimo szeroko zakrojonych poszukiwań nie dało się odnaleźć. W 2007 doszło do podobnego przypadku, aczkolwiek tym razem w części Kali przepływającej przez Nepal. Ofiarą był 18-latek. Świadkowie opisali jakoby pod wodę wciągnęło go stworzenie przypominające „wydłużoną świnię”. Badanie prowadzone przez Jeremy'ego Wade wykluczyły wir wodny. Z potencjalnych zwierzęcych kandydatów odrzucono krokodyla różańcowego (nie zapuszcza się on tak daleko w głąb lądu), krokodyla błotnego (niespotykanego w rzece Kali), gawiale (jako posiadające zbyt słabe szczęki), żarłacza tępogłowego (nie zapuszczającego się w wody o tak niskim poziomie zasolenia). Wade złowił w rzece Kali za to kilka wyrośniętych okazów suma Bagarius yarrelli, z których największy ważył 75,5 kg (trzy razy więcej niż przeciętny przedstawiciel tego gatunku), wystarczająco dużego i silnego by zabić i zjeść małe dziecko. Za gigantyzm B. yarelli z rzeki Kali prawdopodobni odpowiadała obfitość pokarmu, wynikającego ze zwyczaju wrzucania do rzeki niedopalonych ludzkich zwłok. Wade uznał, że istnieją jeszcze większe osobniki B. yarelli i to one ponoszą odpowiedzialność za tajemnicze ataki.
Dochodzenie Wade'a zostało pokazane w programie Rzeczne potwory.

## Ptaki

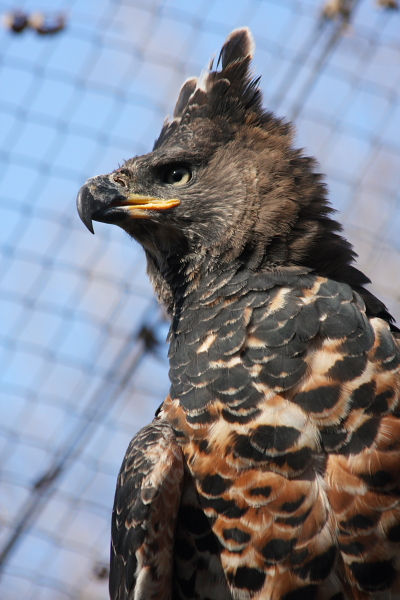
Wojownik wspaniały

Udokumentowano kilka napaści wojownika wspaniałego na dzieci. Ptak ten wydaje się wystarczająco duży i silny, by zabić ludzkie dziecko. Znany jest przypadek 7-letniego ważącego ok. 20 kg dziecka zaatakowanego przez tego ptaka. Napaść została jednak przerwana w wyniku interwencji matki dziecka, która zabiła ptaka. W jednym z gniazd pary wojowników wspaniałych znaleziono czaszkę małego dziecka. Znana jest również nieudana próba ataku na dziecko bielika zwyczajnego.